# Barva (canton)
Barva est un canton (deuxième échelon administratif) costaricien de la province de Heredia au Costa Rica.

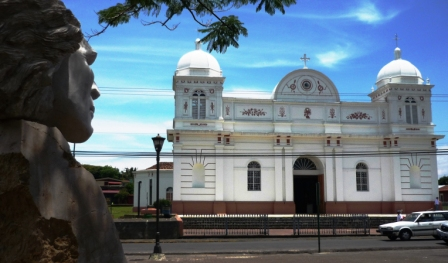
Paroisse de Saint-Barthélemy l'Apôtre et sculpture de Barvak